# 工作夥伴凱文
《工作夥伴凱文》（英語：Kevin from Work）是一部於2015年8月12日在ABC Family開播，由芭芭拉·艾德勒開創的美國情景喜劇。2015年1月6日，本劇試播集獲預訂，並於2015年3月24日獲系列預訂。
2016年3月4日，Freeform宣布取消本劇。

## 故事
故事圍繞著年輕男子凱文，他向單戀的同事奧德莉寫信表白，認為自己接受了海外工作後，便永遠不會再見到她。可是當機會落空，凱文被迫回到原本的工作，他坦白了的感情要如何和奧德莉繼續一起工作呢？

## 卡司

### 主要角色
- 諾亞·里德（英语：Noah Reid） 飾演 凱文·瑞斯·戴利（Kevin Reese Daly）

大型食品經銷公司「高級食品與飲料」職員，暗戀同事奧杜莉。
- 姵姬·史芭拉（Paige Spara） 飾演 奧杜莉·皮亞提哥斯基（Audrey Piatigorsky）

「高級食品與飲料」職員，凱文的同事，與凱文的辦公桌「共牆」。
- 喬丹·辛森 飾演 小蘿·戴利（Roxie Daly）

凱文的妹妹，與凱文同居。
- 麥特·默里（英语：Matt Murray (actor)） 飾演 布萊恩（Brian）

凱文的摯友，健身房健身教練。
- 芙南·帕特爾（Punam Patel） 飾演 帕蒂（Patti）

奧杜莉的室友，喜歡凱文，小羅的摯友。

### 常設角色
- 傑森·羅高（英语：Jason Rogel） 飾演 瑞奇（Ricky）

「高級食品與飲料」職員，是個八卦小心眼的男人。
- 艾米·塞德麗絲（英语：Amy Sedaris） 飾演 茱莉亞（Julia）

「高級食品與飲料」高層，與職員們的關係複雜。
- 尼克·多達尼（Nik Dodani） 飾演 保羅·加凡科（Paul Garfunkel）

「高級食品與飲料」職員。
- 布萊恩·咖啡（Bryan Coffee） 飾演 西蒙（Simon）

「高級食品與飲料」職員。
- 麥修·佛羅里達（Matthew Florida） 飾演 布洛克（Brock）

武術家，奧杜莉的男友。
- 尼爾·丹得德（Neal Dandade） 飾演 戴夫醫師（Dr. Dev）

帕蒂的男友，醫師兼俱樂部DJ。

## 集數
| 集數 | 標題                              | 導演            | 編劇                          | 播出日期      | 製作 代碼 | 美國收視 （18–49歲） | 美國收視 （百萬） |
| ---- | --------------------------------- | --------------- | ----------------------------- | ------------- | --------- | -------------------- | ----------------- |
| 1    | 試播集 Pilot                      | 麥克吉          | 芭芭拉·艾德勒                 | 2015年8月12日 | 1001      | 0.24                 | 0.583             |
| 2    | 緋聞 Gossip from Work             | 麥克吉          | 芭芭拉·艾德勒                 | 2015年8月12日 | 1002      | 0.14                 | 0.365             |
| 3    | 密友 Who's Your Friend from Work  | 小維多·內利     | 亞當·史坦                     | 2015年8月19日 | 1003      | 0.20                 | 0.402             |
| 4    | 公私分明 All About Work from Work | 約翰·富頓貝瑞   | 潔西卡·康拉德                 | 2015年8月26日 | 1004      | 0.10                 | 0.261             |
| 5    | 室友 Roommates from Work          | 弗瑞德·高斯     | 芭芭拉·華萊士 湯瑪士·R·沃爾夫 | 2015年9月2日  | 1005      | 0.19                 | 0.378             |
| 6    | 生日 Birthday from Work           | 麥可·派崔克·簡  | 克莉絲汀·贊德                 | 2015年9月9日  | 1006      | 0.12                 | 0.306             |
| 7    | 祕密 Secrets from Work            | 琳達·曼陀莎     | J·麥可·費爾德曼 黛比·茱恩     | 2015年9月16日 | 1007      | 0.09                 | 0.297             |
| 8    | 餘韻 Aftershock from Work         | 琳達·曼陀莎     | 芭芭拉·華萊士 湯瑪士·R·沃爾夫 | 2015年9月30日 | 1008      | 0.14                 | 0.296             |
| 9    | 遠離 Escape from Work             | 傑伊·克瑞斯     | 克莉絲汀·贊德                 | 2015年10月7日 | 1009      | 0.06                 | 0.149             |
| 10   | 凱文團隊 Team Kevin from Work     | 傑伊·錢德拉薩卡 | 芭芭拉·艾德勒                 | 2015年10月7日 | 1010      | 0.05                 | 0.120             |

## 評價
於爛番茄整合的評論中，本劇獲得好壞參半的評論，並獲得55%新鮮度、5.5/10分（11位評論者）。 在Metacritic整合的評論中，本劇獲得普遍好評，並獲得63分（滿分100分；9位評論者），屬一般的好評。

## 外部連結
- 官方网站（英文）
- 互联网电影数据库（IMDb）上《工作夥伴凱文》的资料（英文）
- 製作公司官方網站（英文）